# Elmohardyia circulus
Elmohardyia circulus är en tvåvingeart som beskrevs av José Albertino Rafael 1988. Elmohardyia circulus ingår i släktet Elmohardyia och familjen ögonflugor. Inga underarter finns listade i Catalogue of Life.